# Hans Aronson
Hans Aronson (* 28. November 1865 in Königsberg; † 8. März 1919 in Dresden) war ein deutscher Kinderarzt und Bakteriologe. Nach ihm ist heute der Aronson-Preis benannt, der seit 1970 vom Berliner Senat vergeben wird.

## Leben
Aronson studierte Medizin in Königsberg und Berlin. Bereits als Student war er Mitarbeiter von Paul Ehrlich. Aronson interessierte sich vor allem für Mikrobiologie und Serologie. Er promovierte 1886 bei Paul Ehrlich mit der Arbeit Über peripherische und centrale Nervenendigungen unter Benutzung der eben entdeckten Färbung durch Methylenblau. Von 1890 bis 1891 war er Assistent am neu gegründeten Kaiser- und Kaiserin-Friedrich-Kinderkrankenhaus in Berlin-Wedding, 1892 wurde er praktizierender Arzt und Kinderarzt in Berlin-Charlottenburg. Ab 1893 war er Leiter der Bakteriologischen Abteilung der Chemischen Fabrik auf Aktien Schering. Hier nahm er die Herstellung von Seren gegen Diphtherie auf. 1902 erfand Aronson bei Schering ein neues Herstellungsverfahren für ein Antistreptokokken-Serum. Im Jahr 1909 untersuchte der Schering-Vorstand die Bakteriologische Abteilung auf ihre Rentabilität. In der Folge der Untersuchung trennte sich die Firma von Aronson. Aronson forschte weiter über Diphtherie und Diphtherie-Heilseren und über Tuberkulose.

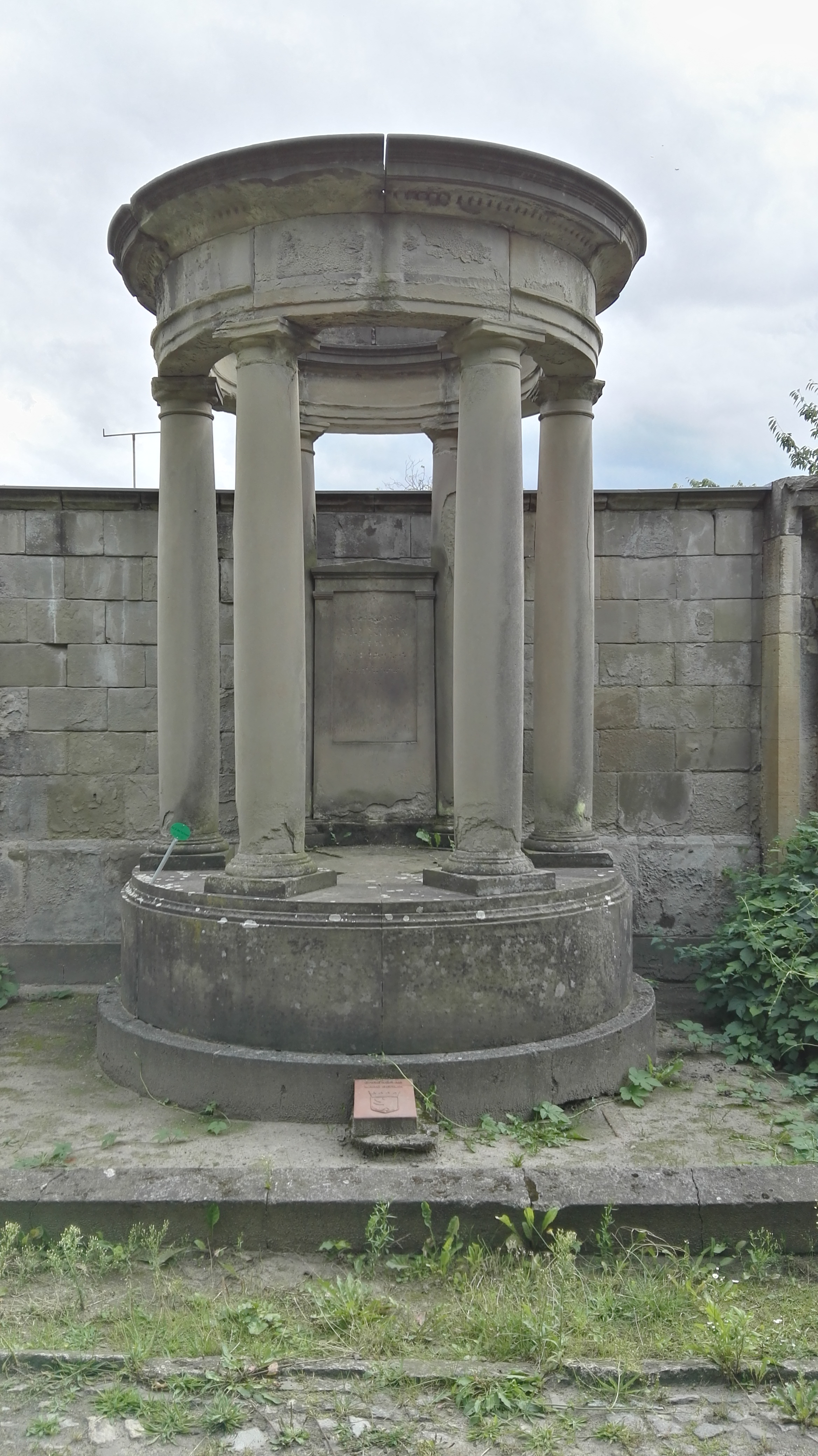
Ehrengrab

In seinem Testament verfügte Aronson die Stiftung eines Preises für herausragende Leistungen in der Mikrobiologie und Immunologie, der 1921 erstmals verliehen wurde. Seit 1970 wird der Preis vom Berliner Senat verliehen.
Das Ehrengrab von Hans Aronson liegt auf dem Jüdischen Friedhof Berlin-Weißensee.